# Eazy-E
Ерік Лінн Райт (англ. Eric Linn Wright; нар. 7 вересня 1964, Комптон, Каліфорнія, США — 26 березня 1995, Лос-Анджелес, Каліфорнія, США), більш відомий під псевдонімом Eazy-E — американський репер, що вніс значний внесок в реп-музику. По суті, є автором жанру гангста-реп, засновник першого лейбла на Західному узбережжі, учасник і творець культової реп-групи N.W.A.

## Біографія

### Ранні роки
Ерік Лінн Райт народився 7 вересня 1964 року в родині Річарда і Кеті Райтів, в передмісті Лос-Анджелеса Комптон, штат Каліфорнія, який відомий бандами і складною криміногенною обстановкою. Батько був поштовим службовцем, а мати — шкільним адміністратором. Еріка вигнали зі школи в 10 класі, і він почав торгувати наркотиками на вулицях. Він також був членом бандитського угруповання Kelly Park Compton Crips. Пізніше все ж він отримав диплом про закінчення школи. У 1986 році, у віці 22 років, Ерік нібито заробив на торгівлі наркотиками вже близько $ 250 000. Однак після того, як його двоюрідний брат був убитий, вирішив вкласти гроші в легальний бізнес. Його погляд упав на хіп-хоп сцену Лос-Анджелеса, яка швидко набирала популярність в цей час. У гаражі своїх батьків Eazy-E почав записувати пісні.

### Музична кар'єра
У 1987 році Eazy-E вклав прибуток від торгівлі наркотиками в створення звукозаписної студії Ruthless Records. Партнером по бізнесу став Джеррі Хеллер. До Eazy-E, Arabian Prince, Dr. Dre і Ice Cube приєдналися MC Ren і DJ Yella, які всі разом стали групою N.W.A(Niggaz Wit Attitudes). У цей період Ruthless Records випустила збірку N.W.A. and the Posse (1987).
Дебютний альбом Eazy-E Eazy-Duz-It був випущений 16 вересня 1988 року і мав дванадцять треків. Було продано більше 2,5 мільйонів копій в США, і він досяг 41-го місця в Billboard 200. Альбом був спродюсований Dr. Dre і DJ Yella, а тексти були написані Ice Cube, MC Ren і The D.O.C. Потім в 1988 році вийшла найкраща робота групи N.W.A альбом Straight Outta Compton. Після виходу альбому з групи через внутрішні розбіжності пішов Ice Cube. У 1990 році група випустила міні-альбом 100 Miles and Runnin', а в 1991 році альбом Niggaz4Life, який став для групи останнім. У березні 1991 року Eazy-E був запрошений на обід сенаторів-республіканців, організований президентом Джорджем Бушем-старшим. Представник репера пояснив, що Eazy-E підтримує дії Буша в Перській затоці.

### Кінець N.W.A та ворожнеча з Dr. Dre (1991—1994)
N.W.A почала розпадатися після того, як менеджером гурту став Джері Хеллер. Dr. Dre згадує: «Розкол в гурті почався одразу ж після приходу Хеллера. Він грав у гру „розділяй та володарюй“». Він почав протегувати одному ніггеру замість усіх, і це був Eazy. І Еріку це подобалося, він думав так: «Увага лише навколо мене, а щодо решти — похрін». Dre послав Шуга Найта до Eazy-E перевірити фінансове становище, оскільки воно підозріло почало зростати так само, як і у Джері Хеллера. Після цього Dre особисто попросив Еріка про те, щоб той віддав йому контракт, що володіє авторськими правами Доктора, але Eazy відмовився. Відносини остаточно зайшли в безвихідь після того, як на студії, в якій було записано Niggaz4life, стався конфлікт між Шугом та Райтом. Незабаром після цього Шуг розповів усім про те, що Eazy викрав Джері Хеллера і два дні тримав його замкненим у фургоні. Однак слух не переконав Еріка в тому, що потрібно було вживати якесь рішення у даній ситуації і Найт вирішив зробити погрозу його родині. Шуг підсунув Райту записку, де було написано адресу його матері та містилися такі слова: «Я знаю, де ховається твоя матуся». Ризикувати сім'єю Eazy не міг і нарешті підписав вихід Dr. Dre з лейблу Ruthless Records. N.W.A припинила своє існування.
Ворожнеча з Dr. Dre продовжилася після того, як вийшов його перший сольний альбом The Chronic, в якому були пісні, що ображають Eazy-E. Ізі відповів цілим альбомом під назвою «It's On (Dr. Dre) 187um Killa», куди увійшли треки «Real Muthaphukkin G's» і «It's On». Реліз вийшов у світ 25 жовтня 1993 року, внутрішня сторона альбому містила вкладиш з фотографіями Dre, зробленими кілька років тому в період, коли той був членом електро-хоп гурту «World Class Wreckin' Cru», і показували сцени, де Dre був одягнений в мереживні наряди та носив макіяж.

### Хвороба і смерть
В березні 1995 року Eazy-E шпиталізували з підозрою на астму. Однак остаточний діагноз виявився набагато серйозніше — СНІД. Хвороба була в розвиненій стадії, і стан репера погіршувався. 26 березня 1995 року, через десять днів після шпиталізації, Ерік «Eazy-E» Райт помер на 31 році життя.
Через рік був випущений його останній, незакінчений альбом «Str8 Off tha Streetz of Muthaphukkin Compton».

## Lil Eazy-E
Ерік Райт-молодший, відоміший під сценічним псевдонімом Lil Eazy-E — американський репер і перший син Eazy-E. Він народився і ріс у тому ж будинку що і його батько. Йому було 10 років, коли помер Ерік Райт-старший. Lil Eazy вперше з'явився на сцені з Daz Dillinger, але контракт на його лейбл не був підписаний, і в підсумку це призвело до ворожнечі двох реперів. Lil Eazy підписав контракт з Virgin Records, потім з Blackground і Universal Motown Records Group, але потім заснував свій лейбл Kings of LA Entertainment і випустив мікстейп Compton 4 Life.
Він читав реп з такими реперами як Timbaland та Bone Thugs-n-Harmony. Його дебютний альбом — The Prince of Compton — повинен вийти до кінця 2010 року. Lil Eazy-E був у ворожнечі з репером The Game, тому що він вважає що Game використовує ім'я його батька. The Game відповів йому на треку 120 Bars, стверджуючи що Lil Eazy навіть не пише собі текстів як його батько. Lil Eazy відповів Coming From Compton з мікстейпів Rebirth of Gangsta Rap і They Know Me. Пізніше будучи на радіо, Game сказав що його біф з Lil Eazy закінчений.

## Дискографія
Сольна
| Рік  | Назва                                        | Джерело           |
| ---- | -------------------------------------------- | ----------------- |
| 1988 | Eazy-Duz-It                                  | [ 4 ] [ 5 ] [ 6 ] |
| 1992 | 5150: Home 4 tha Sick                        | [ 7 ] [ 8 ] [ 9 ] |
| 1993 | It's On (Dr. Dre) 187um Killa                | [ 10 ] [ 11 ]     |
| 1995 | Str8 off tha Streetz of Muthaphukkin Compton | [ 12 ] [ 13 ]     |
| 2002 | Impact of a Legend                           | [ 14 ] [ 15 ]     |

Разом з N.W.A
| Рік  | Назва                  | Джерело       |
| ---- | ---------------------- | ------------- |
| 1987 | N.W.A. and the Posse   | [ 16 ] [ 17 ] |
| 1988 | Straight Outta Compton | [ 18 ] [ 19 ] |
| 1990 | 100 Miles and Runnin'  | [ 20 ] [ 21 ] |
| 1991 | Niggaz4Life            | [ 22 ] [ 23 ] |